# شبنمیان
شبنمیان (نام علمی: Atraphaxis) تیره‌ای از میخک‌سانانِ علفی یا نیمه‌درختچه‌ای چندساله و نمک‌رُست و خشکی‌رُست است با گل‌آذین گرزن که در رده‌بندی کرونکوئیست ۱۹۸۸ در راستهٔ بنفشه‌سانان (Violales) قرار دارد.